# 盧明哲
盧 明哲（ろ めいてつ、ルー・ミンチー、英語: Lu Ming-che、1998年12月21日 - ）は、台湾の男子バドミントン選手。

## 経歴
2022年の後半から、同い年の唐凱威とペアを組む。
2024年のタイ・オープンでは、準々決勝でチュン・ホンジャン / ムハマド・ハイカルを破るなどして、銅メダルを獲得。BWFワールドツアー上位大会での初メダル獲得となった。